# 24 heures actualités
24 heures actualités est le journal télévisé français de la Deuxième chaîne de l'ORTF, créé par Louis Roland Neil et diffusée à 19h55, puis à 19h45 et enfin à 19h30, du 15 septembre 1967 au 2 novembre 1969 ainsi qu'une édition uniquement diffusée le dimanche à 19h25, à partir du 9 avril 1967 alors que la chaîne n'a pas encore adopté la couleur et le standard SÉCAM mais à partir d'octobre 1967, cette édition devient le premier journal télévisé en couleur d'Europe.

## Historique
L'information nationale sur la deuxième chaîne publique historique française est présente depuis son lancement en 1963 mais quasi uniquement à travers les émissions régionales produite par les différentes antennes locales de l'ORTF. Quelques tentatives ont été réalisées, notamment des magazines d'actualité mais pas de véritable journal télévisé comme celui proposé par la première chaîne nationale depuis les années 1950.
Le 3 avril 1967, le plan de relance de la deuxième chaîne de l'ORTF dont l’audience ne décolle pas et sa prochaine diffusion en couleur prévue pour l’automne 1967, amènent Jacques Thibau, responsable du plan de relance et Édouard Sablier, directeur de l'information à la télévision de l'ORTF, à revoir la grille de l'antenne. Ils décident d'installer dans le cadre des nouveaux programmes de la seconde chaîne prévus pour la rentrée 1967, un tout nouveau journal télévisé traitant l'actualité d'une façon plus synthétique et moins institutionnelle que sur la première chaîne. Ils confient la direction de ce projet à Louis Roland Neil qui conçoit et met à l'antenne 24 heures actualités, un journal télévisé tout en images de 8 à 10 minutes à ses débuts, dans une version anticipée chaque dimanche à partir du 9 avril 1967  puis quotidien, dès le 15 septembre 1967. Pour cette première étape, il n'y a pas de rédaction propre à 24 heures actualités car les journalistes affectés à sa réalisation sont ceux de la première chaîne.
Ce nouveau journal télévisé est différent de celui de la première chaîne, sans pour autant entrer en concurrence avec elle. Il n'est pas diffusé à la même heure que celui de la Une, car l'ORTF doit pouvoir présenter deux éditions différentes à des heures décalées. Le journal 24 heures actualités est d'abord diffusé à 19h55 pour une durée de dix minutes puis à 19h45, avec une durée d’une quinzaine de minutes. Très vite, il prend plus d’ampleur en passant à vingt minutes et est alors diffusé à 19h30.
Le passage de la deuxième chaîne à la couleur le dimanche 1er octobre 1967 à 14h15, fait de l'édition de 24 heures actualités diffusée le soir même à 19h45 le premier journal télévisé en couleur en Europe, ce qui lui vaut d’être retransmis par le réseau Eurovision.
Les évènements de mai 1968 précipitent la fin de 24 heures actualités. Le dernier Journal à la demande, prévu fin mai 1968, est annulé in extremis par la direction de l'ORTF au motif qu'Alain Geismar, un des leaders étudiants de mai 1968, figure parmi les trois invités de l’émission. L’émission disparaît et l’équipe est dispersée quelques mois après (Louis Roland Neil est envoyé aux États-Unis) tandis que l'ORTF se met en grève pendant sept semaines.
En 1969, la réforme de la télévision voulue par le Premier ministre Jacques Chaban-Delmas instaure une concurrence entre deux rédactions télévisées distinctes dirigées par Pierre Desgraupes pour la première chaîne et Jacqueline Baudrier pour la deuxième chaîne. 24 heures actualités laisse alors la place à 24 heures sur la Deux le 3 novembre 1969.

## Concept
24 heures actualités est composé uniquement de séquences filmées, de dessin et de photos. Pour alimenter le contenu du journal en images couleurs, Louis Roland Neil passe un contrat avec CBS News, seule télévision étrangère à effectuer des reportages en couleur sur l’actualité mondiale. La rédaction du journal télévisé de l'ORTF est équipée de matériel couleur pour fournir les reportages de ce nouveau journal. Tous les reportages ne sont pas encore faits systématiquement en couleur, seulement ceux qui sont susceptibles de passer au journal de 24 heures actualités. Les séquences de deux à trois minutes sont présentées chacune par un commentateur différent et cela dans un style dépouillé : sujet, verbe, complément. Il en résulte un journal vif et rapide dont le succès est immédiat.
Il n'y a pas de présentateur, la présentation étant faite en voix off depuis la cabine speakerine, ni de plateau, aucun studio n'étant prévu pour ce journal.
Dans un second temps, une deuxième partie du journal est présentée en fin de programme à 22 heures, avec dix
minutes de direct sur un sujet de l’actualité avec l’homme du jour, un spécialiste du sujet traité.
Ce journal est complété d'un magazine hebdomadaire, le journal à la demande, diffusé le samedi soir à 21h30 après Zoom. Les téléspectateurs composent ce journal en demandant de traiter un sujet d’actualité particulier de la semaine écoulée. Sur la liste dressée par les téléspectateurs, trois sujets sont retenus, de préférence les trois premiers désignés, sauf si un sujet n’est pas traitable par manque d’images. Les équipes doivent donc monter trois sujets et inviter trois personnalités en rapport avec chacun d'eux qui sont présentes sur le plateau d’un des studios de Cognacq-Jay pour un débat en direct. Les téléspectateurs peuvent intervenir directement au téléphone auprès d’un des invités. Cependant, il ne s’agit pas d’un vrai dialogue car les interventions téléphoniques des téléspectateurs sont filtrées par mesure de précaution.

## Présentateurs
C’est une toute petite équipe de sept ou huit personnes qui confectionne le journal quotidien. Christian Dutoit est le responsable technique, ce que l’on appelle aujourd’hui un chef d’édition. Cinq journalistes sont détachés de la rédaction pour animer ce journal. Ils se nomment Gérard Sebag, André Sabbas, Jérôme Camilly, Serge Misraï et Roger Larrieux.